# Avenida Libertador General Bernardo O'Higgins
L'Avenida Libertador General Bernardo O'Higgins, anche chiamata Alameda o Alameda del Libertador Bernardo O'Higgins è il viale principale della città di Santiago del Cile, capitale del Cile.
Lunga quasi 8 km la strada percorre il centro dell'area metropolitana da ovest a est da Avenida Pajaritos fino a Plaza Manuel Baquedano. La carreggiata stradale si amplia fino a cinque corsie per senso di marcia e rappresenta l'arteria principale del trasporto pubblico cittadino.
La strada è dedicata a Bernardo O'Higgins, una delle figure principali nell'indipendenza del Cile dalla monarchia spagnola nel XIX secolo.

## Storia
La strada si sviluppa nel letto di un ramo del fiume Mapocho prosciugato tra il 1560 e il 1580, queste depressioni del terreno assumevano in spagnolo il nome di Cañadas, Cañada fu pertanto il primo nome dato all'area. Nella parte centrale della depressione venne costruito un canale per l'irrigazione al quale venne dato il nome di canal del Socorro perché nei pressi si trovata un eremo, fondato da Pedro de Valdivia che ospitava un'immagine della Vergine del Soccorso a cui Valdivia era devoto. L'eremo divenne un convento di Francescani e l'avvallamento prese il nome di Cañada de San Francisco. I francescani costruirono un piccolo ponte per attraversare la depressione paludosa, all'aspetto trasandato dell'area contribuì l'abitudine degli abitanti di Santiago di utilizzarla come discarica. Ciononostante la strada iniziò ad essere percorsa e popolata soprattutto da attività legate alla vita quotidiana del convento francescano.
L'aspetto di quest'area cambiò drasticamente all'inizio del XIX secolo nel contesto della riprogettazione degli spazi cittadini per eliminare la memoria dell'occupazione spagnola dalla quale il paese si era appena affrancato. L'ordine di bonifica e trasformazione della Cañada in Alameda è dell'11 luglio del 1818 ad opera di Bernardo O'Higgins.
Il nome Alameda deriva dai filari di pioppi (álamos in spagnolo) che vennero piantati lungo il percorso della strada, i filari di pioppi erano quattro, sui lati si trovavano fossati per l'irrigazione mentre la parte centrale era dedicata al passaggio pedonale, ben presto divenne un'ambita meta per il passeggio e il nome divenne Alameda de Las Delicias. All'inizio del XX secolo il traffico aumentò e alla strada venne dato il suo nome attuale. Durante gli anni '70 la strada subì modifiche importanti in seguito alla costruzione della linea uno della metropolitana di Santiago che la percorre per tutta la sua lunghezza.

## Monumenti ed edifici
Sulla Avenida si affacciano alcuni degli edifici più importanti di Santiago, fra di essi il Palacio de La Moneda, residenza ufficiale del Presidente della Repubblica, situato sul lato settentrionale della via. Nei suoi pressi il complesso del Barrio Cívico de Santiago con numerosi edifici governativi.
Fino al 2004 tra il lato meridionale del Palacio de La Moneda e l'Avenida si trovava la Plaza de la Ciudadanía nella quale si trovava un monumento dedicato ad Arturo Alessandri Palma, sul lato meridionale della Alameda si trovava la Llama de la Libertad, una fiamma eterna accesa da Augusto Pinochet, poco distante si trovavano la tomba di Bernardo O'Higgins ed il monumento a lui dedicato. In occasione del bicentenario della repubblica la piazza venne completamente rifatta, il progetto dell'architetto cileno Cristián Undurraga prevedeva l'interramento della Alameda ma l'opera non venne eseguita a causa dei costi troppo elevati.
Poco più a est si trova la Casa Central de la Universidad de Chile, l'edificio risalente alla fine del XIX secolo ospita la sede centrale dell'Università del Cile. Sul lato settentrionale si trova il Paseo Ahumada, una trafficata strada pedonale cuore della vita commerciale della città. Nella stessa zona hanno sede la Borsa, le principali istituzioni finanziarie del Cile e la biblioteca nazionale. In questo tratto si trovano anche la chiesa di San Francesco, l'edificio più antico del Cile.
Proseguendo verso est si trova la Teraza Neptuno con la Fontana di Nettuno posta all'ingresso del parco cittadino che comprende il Cerro Santa Lucía.